# 米子市
米子市（日语：／ Yonago shi */?）是位於日本鳥取縣西部的城市，與島根縣安來市接壤，為山陰地方的主要都市之一。米子市是山陰地方人口最多的都市圈-米子都市圈的中心都市，並和鄰近的松江、出雲、安來等都市圈形成了中海、宍道湖经济圈。自江戶時代初期以來，米子市就作為商業都市得到發展，有「山陰的大阪」之稱:87。由於地處山陰兩縣的中央，因此許多企業和政府將其統籌山陰兩縣的分公司設在米子市，或同樣地處兩縣中間的松江市。因此米子市雖非縣廳所在地，但卻擁有鳥取大學醫學院及其附屬醫院、山陰放送等重要機構，是山陰地方的據點都市之一。
在交通方面，米子市是JR山陰本線和境線、伯備線的分歧點，JR西日本米子支社位於此地。公路方面有山陰自動車道和米子自動車道經過，使得自米子前往岡山、鳥取、境港、松江等地都十分便利，加上自米子機場和其鄰近的境港有開往韓國和俄羅斯的航路，使得當地成為山陰地方首屈一指的交通樞紐。

## 地理

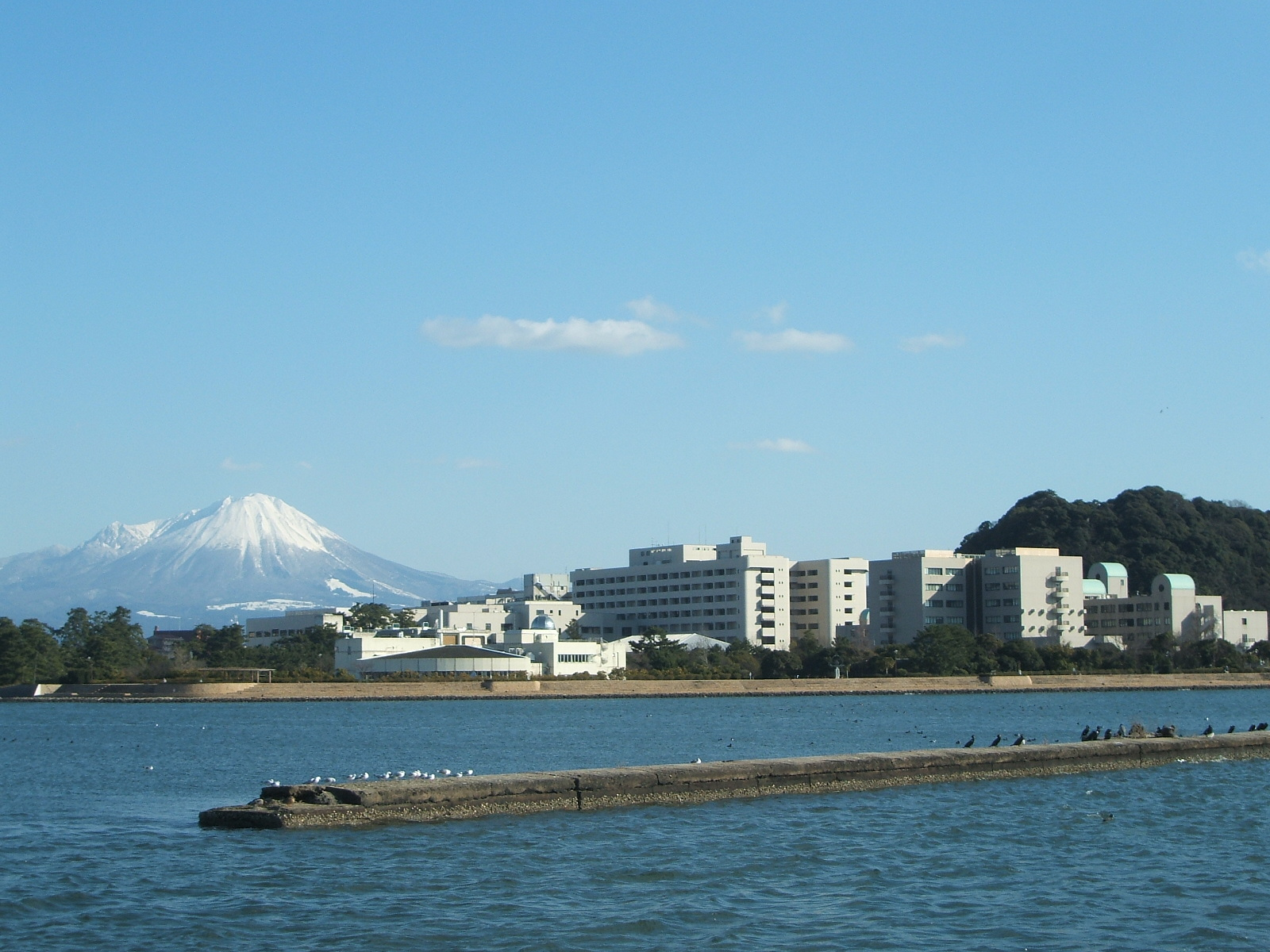
自米子市的鳥取大學醫學部校區可遠望大山

米子市地處日野川入海口附近，市區大部分位於日野川沖積形成的米子平原。市域西北部則是日本最長的沙嘴之一的弓濱半島。米子市兩面臨水，西側臨中海，東側則是日本海。米子市域南部的是大山山麓的丘陵地帶，在米子市區亦可一望有「伯耆富士」美稱的大山的山容。米子西北的弓濱半島沒有自然河川，農業用水缺乏穩定水源。江戶時期鳥取藩主在現在米子市和境港市交界一帶引日野川水修建名為「米川」的人工用水路，全長約20公里，使得當地的農業取得飛躍發展，成為鳥取縣重要的農業地帶。

### 氣候
米子市屬於日本海側氣候，相比自春季至秋季的氣候較為舒適，但冬季多陰天及雨雪天氣。年平均氣溫約為15.0℃，較為溫暖。米子市夏季雖然天氣炎熱，但夜晚溫度較低。初夏有時會發生焚風現象導致氣溫極度升高。米子在冬季是日本海側氣候地區中最為溫暖的地區，降雪量也只有鳥取縣東部鳥取市的約一半，過去從未出現過超過1米的積雪。米子市的最深積雪記錄是在2011年1月1日錄得的89厘米。
| 米子市（1981-2010） | 米子市（1981-2010） | 米子市（1981-2010） | 米子市（1981-2010） | 米子市（1981-2010） | 米子市（1981-2010） | 米子市（1981-2010） | 米子市（1981-2010） | 米子市（1981-2010） | 米子市（1981-2010） | 米子市（1981-2010） | 米子市（1981-2010） | 米子市（1981-2010） | 米子市（1981-2010） |
| 月份                | 1月                 | 2月                 | 3月                 | 4月                 | 5月                 | 6月                 | 7月                 | 8月                 | 9月                 | 10月                | 11月                | 12月                | 全年                |
| ------------------- | ------------------- | ------------------- | ------------------- | ------------------- | ------------------- | ------------------- | ------------------- | ------------------- | ------------------- | ------------------- | ------------------- | ------------------- | ------------------- |
| 平均高温 °C（°F）   | 8.0 (46.4)          | 8.7 (47.7)          | 12.2 (54.0)         | 18.1 (64.6)         | 22.6 (72.7)         | 25.6 (78.1)         | 29.7 (85.5)         | 31.3 (88.3)         | 26.7 (80.1)         | 21.7 (71.1)         | 16.4 (61.5)         | 11.2 (52.2)         | 19.4 (66.9)         |
| 日均气温 °C（°F）   | 4.4 (39.9)          | 4.8 (40.6)          | 7.7 (45.9)          | 13.0 (55.4)         | 17.7 (63.9)         | 21.5 (70.7)         | 25.6 (78.1)         | 26.9 (80.4)         | 22.6 (72.7)         | 17.0 (62.6)         | 11.8 (53.2)         | 7.1 (44.8)          | 15.0 (59.0)         |
| 平均低温 °C（°F）   | 1.1 (34.0)          | 1.1 (34.0)          | 3.2 (37.8)          | 7.8 (46.0)          | 12.9 (55.2)         | 17.8 (64.0)         | 22.4 (72.3)         | 23.3 (73.9)         | 18.9 (66.0)         | 12.5 (54.5)         | 7.5 (45.5)          | 3.4 (38.1)          | 11.0 (51.8)         |
| 平均降水量 mm（）   | 145.3 (5.72)        | 126.3 (4.97)        | 130.0 (5.12)        | 104.9 (4.13)        | 122.9 (4.84)        | 181.2 (7.13)        | 240.1 (9.45)        | 125.2 (4.93)        | 209.2 (8.24)        | 129.8 (5.11)        | 128.6 (5.06)        | 128.5 (5.06)        | 1,772 (69.76)       |
| 平均降雪量 cm（）   | 55 (22)             | 44 (17)             | 11 (4.3)            | 0 (0)               | 0 (0)               | 0 (0)               | 0 (0)               | 0 (0)               | 0 (0)               | 0 (0)               | 0 (0)               | 24 (9.4)            | 133 (52)            |
| 月均日照時數        | 74.2                | 84.9                | 134.8               | 180.6               | 206.2               | 164.4               | 171.9               | 208.9               | 146.5               | 159.7               | 114.5               | 89.2                | 1,732.3             |
| 来源：日本氣象廳    |                     |                     |                     |                     |                     |                     |                     |                     |                     |                     |                     |                     |                     |

## 人口
2017年2月28日時，米子市有人口149,242人。米子市的人口在戰後經歷了大幅增加。1955年時，米子市的人口有99,446人。1970年時增加到117,056人。1985年時增加到	140,615人。此後由於老齡化和少子化的進展，米子市人口增長趨緩。2000年時，米子市人口增加到147,837人。就市內各地區來看，市中心的人口明顯減少，而郊外地區的人口則呈現增加趨勢，顯示市區郊外化的進行:165。
| 米子市人口分布圖 |                                               |  |
| 米子市與日本全國年齡別人口分布比較圖 （2005年資料） | 米子市的年齡、男女別人口分布圖 （2005年資料） |  |
| ■紫色是米子市 ■綠色是全国 | ■藍色是男性 ■紅色是女性                       |  |
| 米子市人口變化 \| 1970年 \| 117,056人 \| \| \| 1975年 \| 126,523人 \| \| \| 1980年 \| 136,053人 \| \| \| 1985年 \| 140,615人 \| \| \| 1990年 \| 140,503人 \| \| \| 1995年 \| 143,856人 \| \| \| 2000年 \| 147,837人 \| \| \| 2005年 \| 149,584人 \| \| \| 2010年 \| 148,271人 \| \| \| 2015年 \| 149,313人 \| \| \| 2020年 \| 147,317人 \| \| |                                               |  |
| 資料來源：日本總務省統計中心提供之人口普查數據 |                                               |  |
| 1970年 | 117,056人                                     |  |
| 1975年 | 126,523人                                     |  |
| 1980年 | 136,053人                                     |  |
| 1985年 | 140,615人                                     |  |
| 1990年 | 140,503人                                     |  |
| 1995年 | 143,856人                                     |  |
| 2000年 | 147,837人                                     |  |
| 2005年 | 149,584人                                     |  |
| 2010年 | 148,271人                                     |  |
| 2015年 | 149,313人                                     |  |
| 2020年 | 147,317人                                     |  |

## 經濟

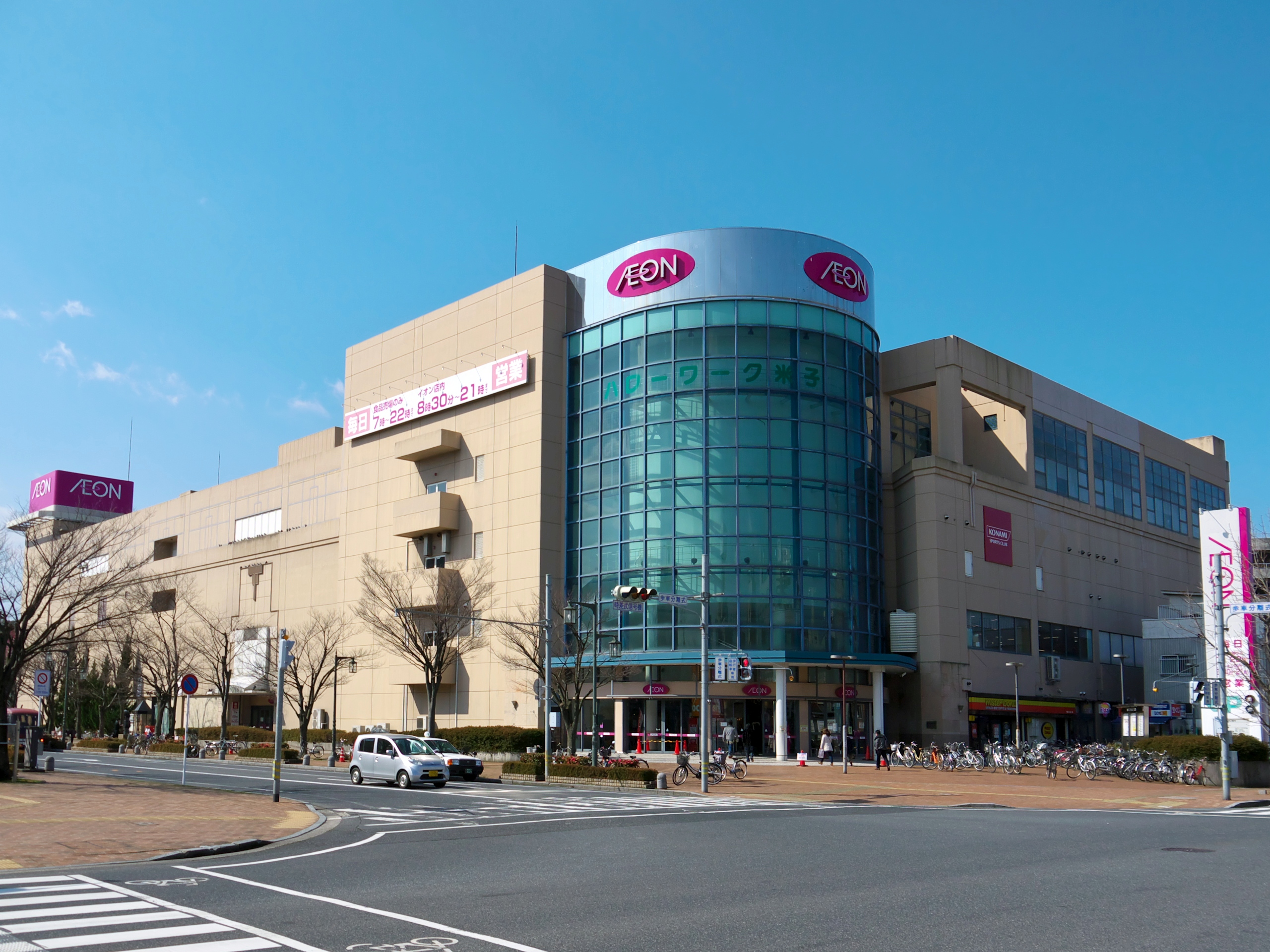
永旺米子站前店

江戶時代挖掘米川用水路之後，米子的農業得到快速發展。在江戶時代棉花曾是米子的名產品。但在1895年日本撤除棉花進口關稅之後養蠶取代棉花成為米子農業的重要部分，直到大蕭條導致生絲價格暴跌為止:154。和日本大多數地區類似，現在農業只佔米子市經濟很小的比重。2000年時米子市的農戶數和1960年相比減少了45%:154。米子市現在農家人口有9,459人，佔米子總人口的6.4%。米子市的主要農產品是蔬菜和水果類，其中又以蔥最為重要。2015年，米子市的蔥生產額達11億3885萬日元，是第二位的胡蘿蔔的七倍以上。水果則以梨的生產量金額最多。米子市是山陰地方主要工業都市之一。自明治時代以來，米子就設立了米子製鋼所，形成了以鋼鐵和食品加工為主的工業結構。1966年，米子市和鄰接的境港市一併指定為中海地區新產業都市，興建眾多基礎設施以吸引企業投資設廠，但招商效果並不理想。米子市的工業就業人口在1995年有19,874人，但在2010年已減少至13,892人。2014年米子市工業生產額為1366億5000萬日元，不到2004年3221億1000万日元的一半，顯示米子市工業狀況嚴峻。服務業是米子市的支柱產業。由於位處於交通樞紐，米子確立了作為山陰地方商業中心的地位。米子雖然人口只有約15萬，但擁有米子高島屋和米子新町天滿屋兩家百貨店以及永旺米子站前店等大型商業設施。然而大型商業設施的發展同時也引發了市中心的空洞化等問題。總部設在米子市的金融機構有米子信用金庫，其服務對象也以當地的普通市民和中小企業為主。

## 歷史

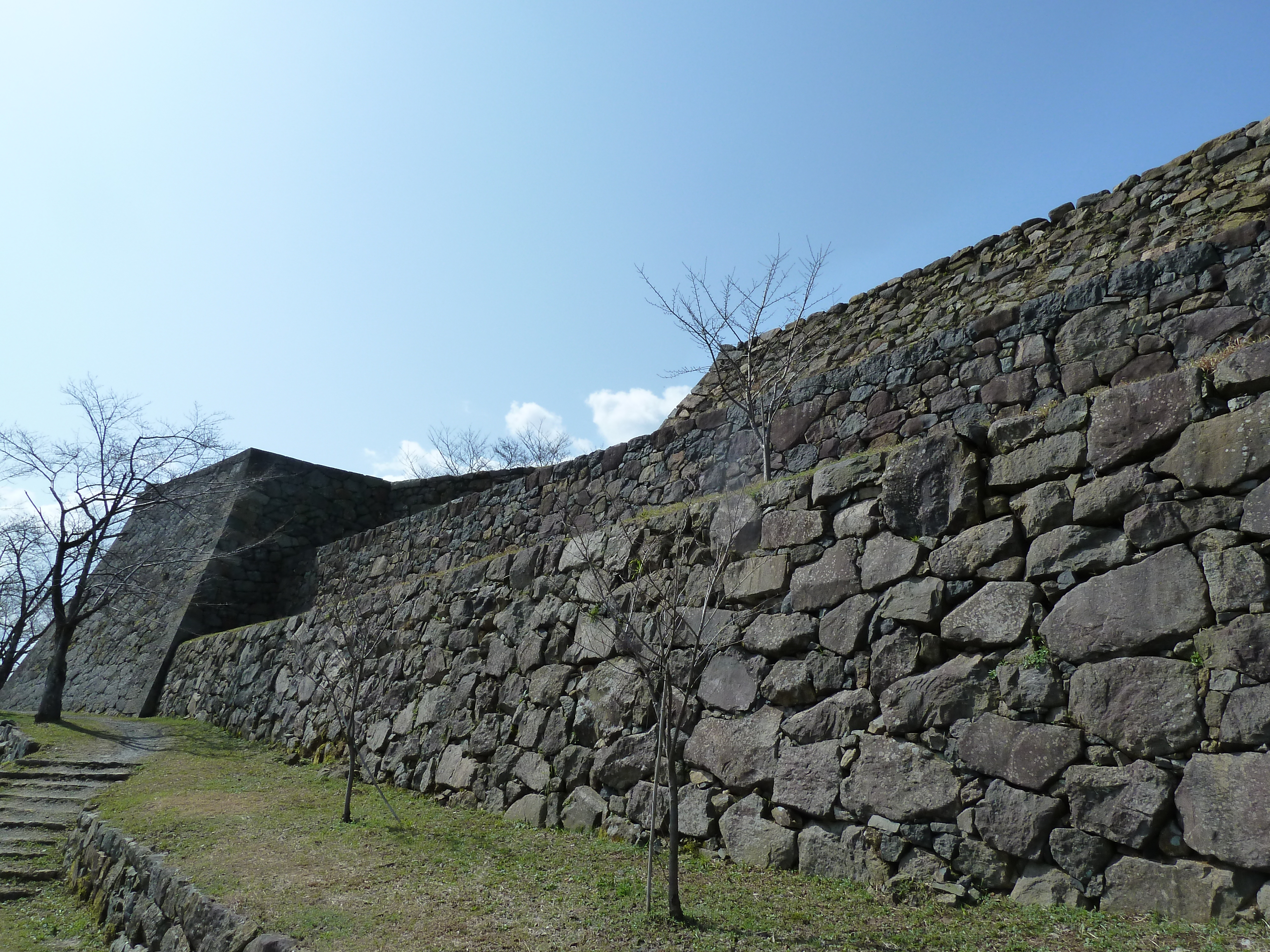
米子城石垣

米子市的歷史可以追溯至彌生時代，市內的目久美遺跡和妻木晩田遺跡均證明米子地區在彌生時代已有發展至一定程度的文明存在。然而自古墳時代開始至戰國時代，文獻少有關於米子一帶的記載。戰國時代末期，米子所在的伯耆國西部和出雲國東部均由吉川廣家統治。吉川在湊山一帶實行町割，此為米子城下町歷史的開始:90。
1600年（慶長5年），吉川被轉封至周防國岩國，此地則新設立米子藩，由中村一忠擔任藩主；但由於中村只有11歲，因此實際是由其家老横田村詮執政。橫田統治期間修建了米子城，並全面擴張了米子城下町的規模，江戶時代米子的雛形就奠定於這一時期。1609年（慶長14年），中村一忠突然過世導致中村家斷絕，隨後加藤貞泰曾短暫成為米子藩的領主；直到1617年（元和3年），加藤被轉封至伊予大洲藩，米子藩被取消，改被納為鳥取藩的領地，由池田氏治理。1632年（寬永9年），池田氏家老荒尾成利被委任治理此地；此後至明治維新為止，米子都由荒尾氏統治。江戶時代米子憑藉其的地理位置而發展為山陰的商業中心，也確立的今日米子的以服務業為主的特徵。
明治維新之後，米子在1871年的廢藩置縣中劃入鳥取縣轄區。1876年，鳥取縣和島根縣合併，米子也隨之成為新島根縣的一部分。在此期間米子城的部分建築於1878年被拆除；但鳥取縣和島根縣的合併引發了鳥取縣人的巨大反彈，紛紛要求恢復鳥取縣並在1881年成功復縣。然而地處鳥取、島根兩縣交界出的米子和島根縣關係密切，因此當地人士多希望能將米子地區劃入島根縣，或再次合併鳥取、島根兩縣並將島根縣西部的石見地方劃入廣島縣，將新縣廳設在米子（會見縣設置運動）。然而由於鳥取縣東部的鳥取和倉吉地區對此反應冷淡，此一提議遂不了了之。1889年，米子正式實行町制，米子町誕生。
1902年，米子開通了山陰地方首條鐵路，隨後在1912年還開通了山陰線，1928年開通了伯備線，標誌米子成為山陰地方鐵路樞紐:92。1927年，米子町施行市制，米子市誕生。戰後米子在1963年建設了山陰地方首個工業團地，迎來了快速發展的時代:92。但與此同時，隨著汽車普及導致市區範圍擴大和人口向郊外遷移，市中心的空洞化問題也日益突出。2005年，舊米子市和淀江町合併為現在的米子市。

### 市町村合併變遷表
| 1889年10月1日             | 1889年 - 1926年            | 1926年 - 1954年            | 1926年 - 1954年          | 1955年 - 1988年          | 1955年 - 1988年         | 1989年 - 現在        |
| ------------------------- | -------------------------- | -------------------------- | ------------------------ | ------------------------ | ----------------------- | -------------------- |
| 彥名村                    | 彥名村                     | 彥名村                     | 1954年6月1日 併入米子市  | 米子市                   | 米子市                  | 2005年3月31日 米子市 |
| 崎津村                    |                            |                            | 1954年6月1日 併入米子市  | 米子市                   | 米子市                  | 2005年3月31日 米子市 |
| 大篠津村                  |                            |                            | 1954年6月1日 併入米子市  | 米子市                   | 米子市                  | 2005年3月31日 米子市 |
| 夜見村                    |                            |                            | 1954年6月1日 併入米子市  | 米子市                   | 米子市                  | 2005年3月31日 米子市 |
| 富益村                    |                            |                            | 1954年6月1日 併入米子市  | 米子市                   | 米子市                  | 2005年3月31日 米子市 |
| 和田村                    |                            |                            | 1954年6月1日 併入米子市  | 米子市                   | 米子市                  | 2005年3月31日 米子市 |
| 巖村                      |                            |                            | 1954年6月1日 併入米子市  | 米子市                   | 米子市                  | 2005年3月31日 米子市 |
| 成實村                    | 成實村                     | 成實村                     | 1954年6月1日 併入米子市  | 米子市                   | 米子市                  | 2005年3月31日 米子市 |
| 成實村                    | 1926年9月10日 併入米子町   | 1927年4月1日 米子市        | 米子市                   | 米子市                   | 米子市                  | 2005年3月31日 米子市 |
| 米子町                    |                            | 1927年4月1日 米子市        | 米子市                   | 米子市                   | 米子市                  | 2005年3月31日 米子市 |
| 住吉村                    | 住吉村                     | 1935年9月25日 併入米子市   | 米子市                   | 米子市                   | 米子市                  | 2005年3月31日 米子市 |
| 車尾村                    | 車尾村                     | 1936年7月15日 併入米子市   | 米子市                   | 米子市                   | 米子市                  | 2005年3月31日 米子市 |
| 加茂村                    | 加茂村                     | 1938年3月17日 併入米子市   | 米子市                   | 米子市                   | 米子市                  | 2005年3月31日 米子市 |
| 福米村                    |                            | 1938年3月17日 併入米子市   | 米子市                   | 米子市                   | 米子市                  | 2005年3月31日 米子市 |
| 福生村                    |                            | 1938年3月17日 併入米子市   | 米子市                   | 米子市                   | 米子市                  | 2005年3月31日 米子市 |
| 五千石村                  | 五千石村                   | 五千石村                   | 1953年10月1日 併入米子市 | 米子市                   | 米子市                  | 2005年3月31日 米子市 |
| 尚德村                    |                            |                            | 1953年10月1日 併入米子市 | 米子市                   | 米子市                  | 2005年3月31日 米子市 |
| 古豐千村                  | 1912年2月1日 春日村        | 1912年2月1日 春日村        | 1912年2月1日 春日村      | 1956年7月10日 併入米子市 | 米子市                  | 2005年3月31日 米子市 |
| 八幡村                    | 1912年2月1日 春日村        | 1912年2月1日 春日村        | 1912年2月1日 春日村      | 1956年7月10日 併入米子市 | 米子市                  | 2005年3月31日 米子市 |
| 王子村                    | 1912年2月1日 春日村        | 1912年2月1日 春日村        | 1912年2月1日 春日村      | 1956年7月10日 併入米子市 | 米子市                  | 2005年3月31日 米子市 |
| 縣村                      | 縣村                       | 縣村                       | 縣村                     | 1957年1月1日 伯仙町      | 1968年4月1日 併入米子市 | 2005年3月31日 米子市 |
| 大高村                    |                            |                            |                          | 1957年1月1日 伯仙町      | 1968年4月1日 併入米子市 | 2005年3月31日 米子市 |
| 大和村                    | 大和村                     | 大和村                     | 大和村                   | 1955年9月1日 淀江町      | 1955年9月1日 淀江町     | 2005年3月31日 米子市 |
| 淀江町                    |                            |                            |                          | 1955年9月1日 淀江町      | 1955年9月1日 淀江町     | 2005年3月31日 米子市 |
| 宇田川村                  |                            |                            |                          | 1955年9月1日 淀江町      | 1955年9月1日 淀江町     | 2005年3月31日 米子市 |
| 高麗村                    |                            |                            |                          | 1955年9月1日 淀江町      | 1955年9月1日 淀江町     | 2005年3月31日 米子市 |
| 1955年9月1日 合併為大山町 | 1955年11月3日 合併為大山町 | 2005年3月28日 合併為大山町 |                          |                          |                         |                      |

## 政治
米子市和鳥取縣西部的境港市、北榮町、湯梨濱町、琴浦町、日吉津村、大山町、南部町、伯耆町、日野町、日南町、江府町劃為日本眾議院選舉的鳥取縣第2區。在自由民主黨佔據壓倒性優勢的中國地方，該區是少數非自民黨參選人曾通過比例代表復活當選的選區，也是中國地方非自民黨參選人得票率相對較高的地區。自2005年以來，該區的當選議員是自民黨的赤澤亮正。
米子市的現任市長是伊木隆司，他在2017年首次當選舊米子市的市長。米子市議會則共有26名議員。鳥取縣議會中米子市則有9名議員。

## 交通

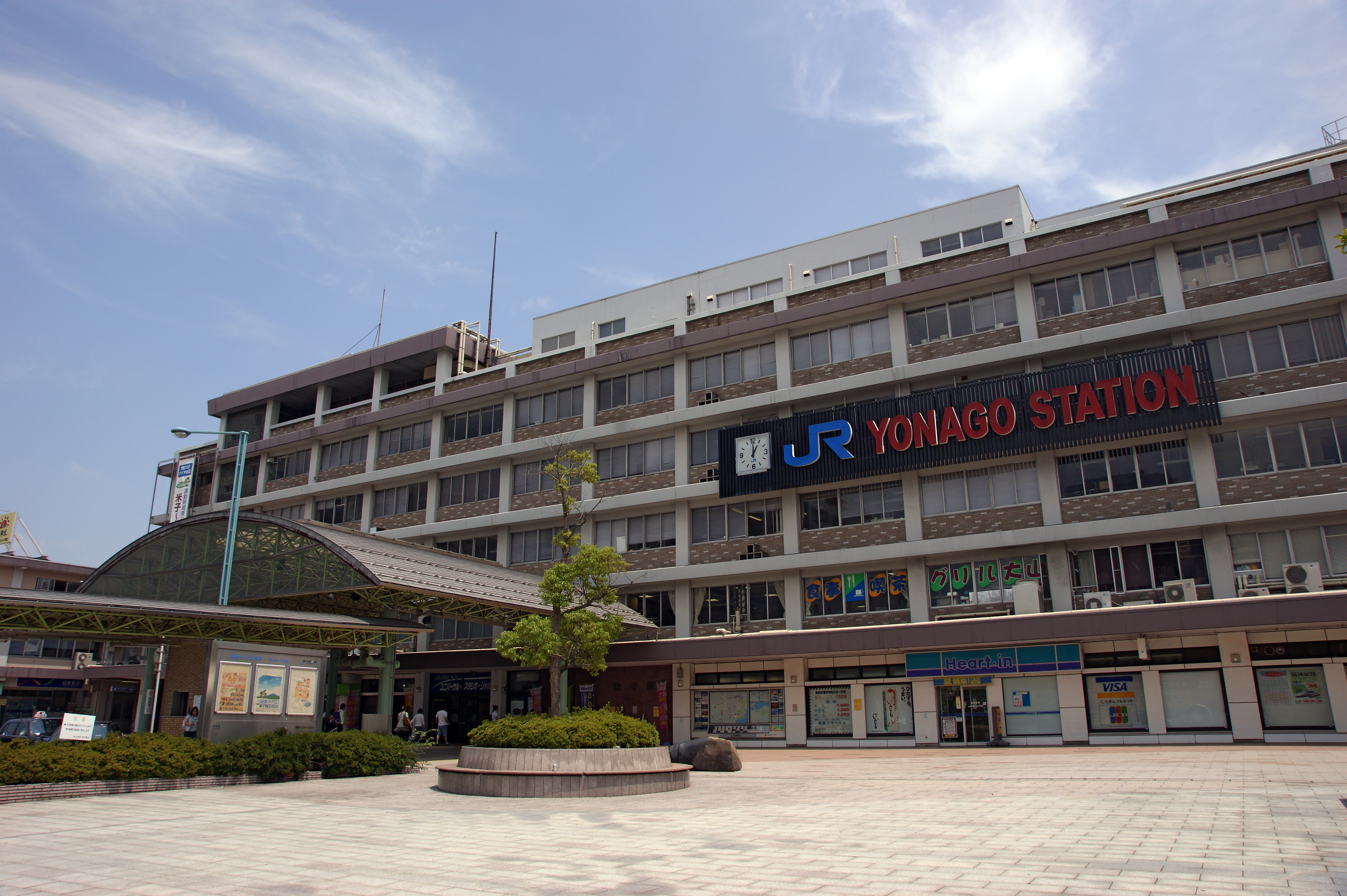
米子車站

鳥取憑藉其便利的交通而成為山陰地方的交通樞紐。山陰本線、伯備線和境線三條西日本旅客鐵道的路線途徑米子市。2015年度米子車站日均乘客數為3714人。在米子停車的特急列車包括開往岡山市的八雲號列車、開往益田市的超級松風號列車、開往山口市的超級隱岐號列車以及連結東京都和出雲市的出雲號列車。連接米子車站和鳥取車站的鳥取Liner則是鳥取縣內鐵路交通的大動脈。途徑米子市的高速公路則有米子自動車道和山陰自動車道。當地的主要長途客運公司有日本交通和日之丸自動車。
米子機場雖然名稱取自於米子市，但大部分用地位於境港市。米子機場暱稱鬼太郎機場，名稱取自於當地漫畫家水木茂作品《鬼太郎》。2013年米子機場的乘客數約有64萬人。現在米子機場運行有至東京國際機場和香港及上海的定期航班。

## 文化教育
以米子市為代表的鳥取縣西部（伯耆地方）和鳥取市為代表鳥取縣東部（因幡地方）的方言迥然不同。米子屬於雲伯方言區的西伯耆方言，比起同屬鳥取縣的鳥取市使用的因州方言，米子的方言更接近島根縣東部使用的出雲方言。總部設在鳥取的媒體有山陰放送，其播出地區橫跨島根和鳥取兩縣。米子市每年主要的節慶包括米子櫻花節、日吉神社神幸神事、米子大祭（米子がいな祭）等活動。米子市內並無綜合大學，市內唯一的高等教育機構是鳥取大學的醫學院。米子市內主要的文化設施則有利用舊市政府大樓改建的山陰歷史館和米子市美術館等設施。

## 觀光資源

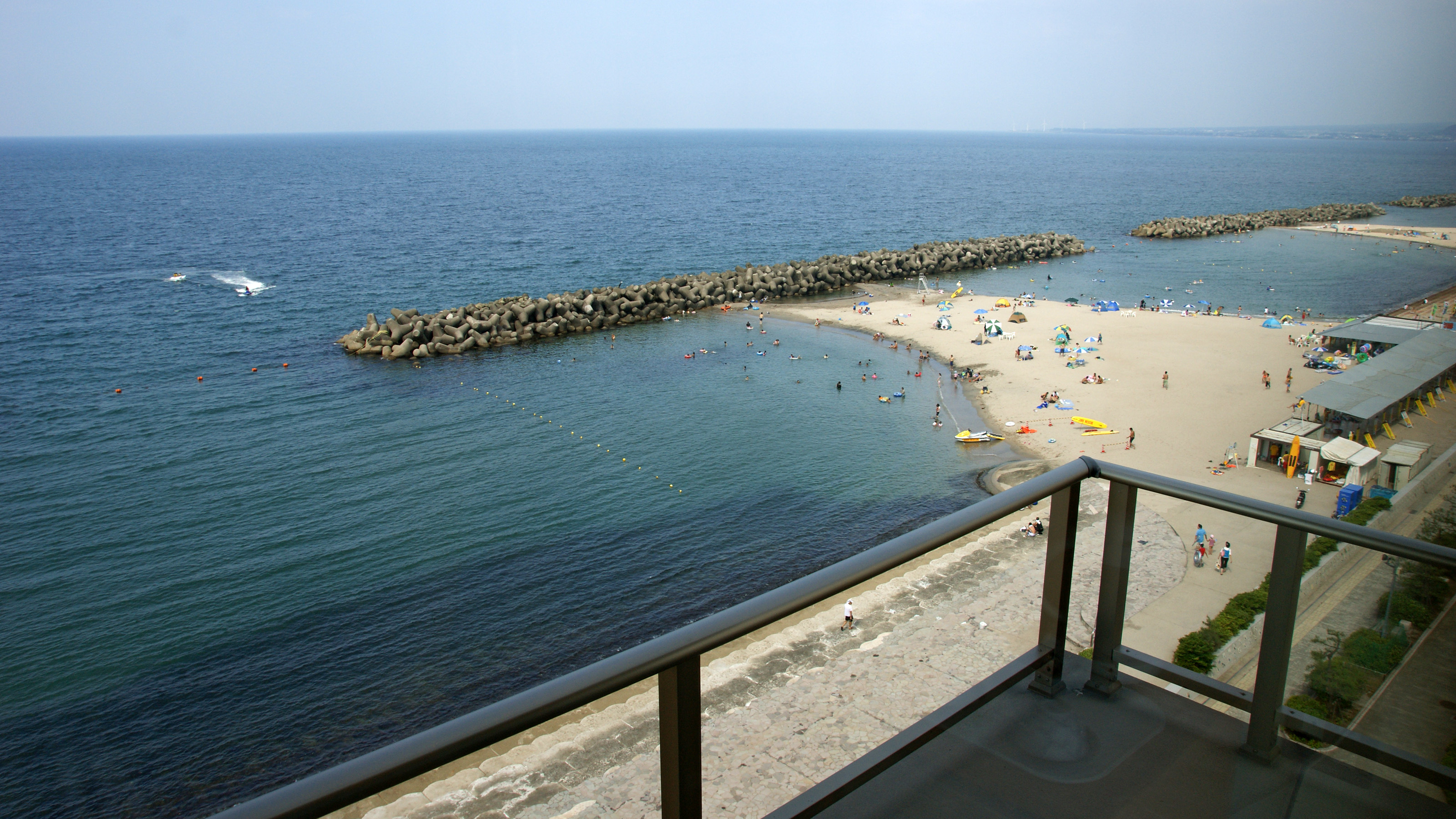
皆生海岸

米子市最大的觀光資源是皆生溫泉。皆生溫泉位於米子市西北弓濱的皆生海岸，由一名漁師在1900年偶然發現海中冒泡而見諸於世，現已成為山陰最大的溫泉度假地之一。2015年有約40萬人在皆生溫泉入浴，是鳥取縣入浴遊客數最多的溫泉地，有「山陰的熱海」之稱。皆生溫泉屬於鹽化物泉，源泉數達19處，湧出泉量豐富且溫度較高。夏季的皆生海岸同時還是海水浴場，被選入「日本海水浴場88選」。皆生溫泉還是日本三項全能的發祥地，現在每年均在這裡舉辦三項全能全日本大賽。除此之外，米子市還有米子城、後藤家住宅等旅遊景點。米子亦是前往附近境港市等地觀光時重要的交通據點。	

## 姊妹、友好都市
米子市現在有兩個姊妹、友好都市：
- 保定市（中華人民共和國河北省）：友好都市
- 束草市（大韓民國江原道）：姊妹都市

## 外部連結
- （日語） 米子觀光導航 （页面存档备份，存于）
- （日語） 米子商工會議所 （页面存档备份，存于）
- （日語） 米子Hotel旅館公會 （页面存档备份，存于）
- （日語） 米子市立圖書館 （页面存档备份，存于）